# Adeus à Linguagem
Adeus à Linguagem (em francês:  Adieu au Langage) é um filme 3D experimental de drama franco-suíço escrito e realizado por Jean-Luc Godard. O filme foi filmado pelo cinematógrafo Fabrice Aragno e estrelou Héloïse Godet, Kamel Abdeli, Richard Chevallier, Zoé Bruneau, Jessica Erickson e Christian Grégori.
O filme foi exibido no Festival de Cannes na sessão competição em 21 de maio de 2014 e ganhou o Prémio do Júri. O filme também ganhou o prémio National Society of Film Critics Award de Melhor Filme, em 2014. Em Portugal o filme foi exibido nos cinemas em 8 de janeiro de 2015 e será lançado em DVD em 15 de julho do mesmo ano. No Brasil o filme será exibido em 30 de julho de 2015.

## Argumento
Uma mulher casada e um homem solteiro conhecem-se, amam-se, discutem-se e acabam por separar-se. Um cão vagueia entre a cidade e o campo. As estações passam e o homem e a mulher se encontram outra vez. O cão entre eles. O outro é um, um é o outro e eles são três. O ex-marido arruína tudo. Um segundo filme começa. O mesmo que o primeiro. E no entanto não. Da espécie humana nos dirigimos à metáfora. O ladrar acaba. E o bebé chora.

## Elenco
- Héloïse Godet como Josette
- Kamel Abdeli como Gédéon
- Richard Chevallier como Marcus
- Zoé Bruneau como Ivitch
- Christian Grégori como Davidson
- Daniel Ludwig como o marido
- Jessica Erickson como Mary Shelley
- Alexandre Païta como Lord Byron
- Dimitri Basil como Percy Bysshe Shelley
- Marie Ruchat como Marie
- Jeremy Zampatti como o jovem
- Isabelle Carbonneau como Isabelle
- Jean-Luc Godard como o homem invisível
- Florence Colombani como a mulher invisível
- Anne-Marie Miéville como a narradora
- Roxy Miéville
- Gino Siconolfi
- Alain Brat
- Stéphane Colin
- Bruno Allaigre